# 모토와쿠야촌
모토와쿠야촌(元涌谷村)은 미야기현 도다군에 설치되었던 촌이다.

## 연혁
- 1889년 4월 1일 - 정촌제 시행과 함께 도다군 모토와쿠야촌이 성립하였다.
- 1948년 12월 1일 와쿠야정과 합병해 새로운 와쿠야정이 되었다.